# 多基因遗传病

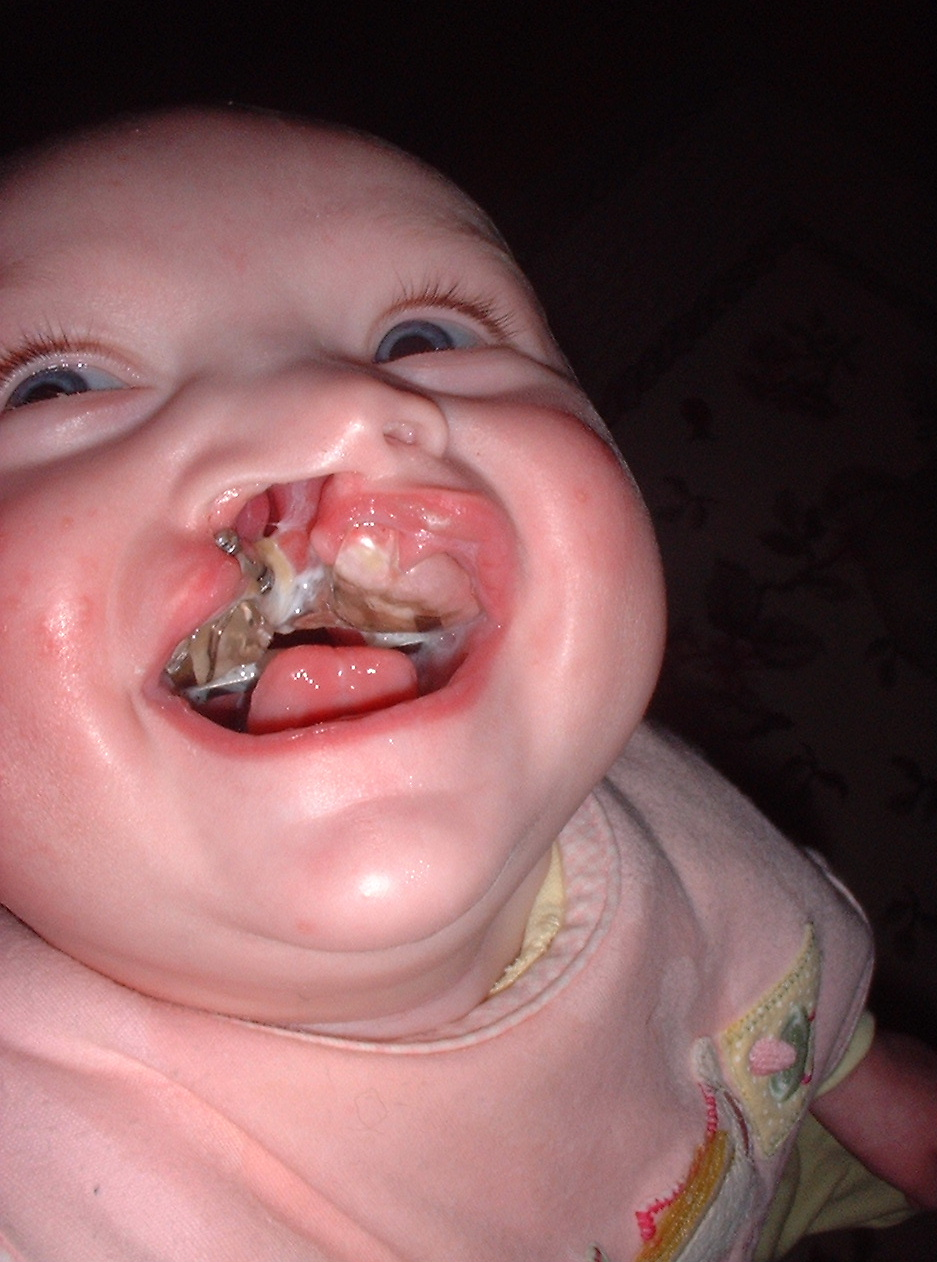
一位患有唇腭裂的嬰兒照片

多基因遗传病是由多个微效累加基因和多种环境因素共同作用引起的一大类遗传病。多基因遗传病病因和遗传方式都较为复杂，常难以与后天获得性疾病区分。各种多基因遗传病在人群中的发病率一般超过1/1000。由于遗传非单一因素、发病受环境影响，多基因遗传病患者后代的发病率远低于单基因遗传病，一般为1%～10%。典型的多基因遗传病有唇裂、腭裂、先天性心脏病、青少年型糖尿病、高血压、冠心病、精神分裂症等等。

## 别名
在中国大陆高中生物学教材中，这类疾病通称“多基因遗传病”（polygenetic disorder）。事实上它还有很多别名，如多因子［遗传］病（multifactorial [inheritance] disorder）、复杂（性）疾病 （complex disorder）、多基因复杂疾病等等。

## 发病风险

### 再发风险
再发风险指一个已发现患儿的家庭，其父母再生该病患儿的概率，或指患者亲属的发病概率。再发风险主要与患病人数、病情严重度与性别有关。①患病人数：发病患儿越多，代表其父母携带易感基因越多，再生患儿的概率就越大。②病情严重度：患者病情越严重，代表其携带易感基因越多，其亲属（包括再生子女）发病概率越大。③性别：有些遗传病与性别相关，即某个性别发病概率显著高于另一性别；假设对某种多基因遗传病来说，女性发病率通常低于男性，则女性患者通常携带更多的易感基因，其亲属发病率更高（如反社会型人格障碍即有这种规律）。